# Seznam hlav států v roce 2012
V seznamu hlav států v roce 2012 jsou uvedeni nejvyšší představitelé všech nezávislých států, kteří vládli v roce 2012. Seznam je seřazen abecedně podle světadílů. Jsou zde uvedeni nejvyšší hlavy států (prezidenti, králové, atd.) a předsedové vlád (pokud taková funkce existuje), případně i další významné státní funkce (typicky generální guvernér zastupující britskou královnu nebo faktické hlavy států, pokud se liší od nominálních hlav).
V seznamu je uvedeno i několik území se sporným mezinárodním postavením, která jsou de facto nezávislá, de iure jsou ale součástí některého jiného státu.

## Afrika
| Název státu                  | Státní vlajka | Hlava státu | Předseda vlády |
| ---------------------------- | ------------- | --- | --- |
| Alžírsko                     |               | prezident Abdelazíz Buteflika | Ahmed Ouyahia (do 3.9.) Abdelmalek Sellal (od 3.9.)                                                                                     |
| Angola                       |               | prezident José Eduardo dos Santos | José Eduardo dos Santos |
| Benin                        |               | prezident Yayi Boni | Pascal Koupaki |
| Botswana                     |               | prezident Ian Khama | Ian Khama |
| Burkina Faso                 |               | prezident Blaise Compaoré | Luc Adolphe Tiao |
| Burundi                      |               | prezident Pierre Nkurunziza | Pierre Nkurunziza |
| Čad                          |               | prezident Idriss Déby | Emmanuel Nadingar |
| DR Kongo                     |               | prezident Joseph Kabila | Adolphe Muzito (do 6.3.) Louis Koyagialo (6.3. – 18.4.) prozatímní Augustin Matata Ponyo Mapon (od 18.4.)                               |
| Džibutsko                    |               | prezident Ismaïl Omar Guelleh | Dileita Mohamed Dileita |
| Egypt                        |               | předseda vojenské rady Muhammad Husajn Tantáví a Předseda Ústavního soudu Sultan Faruk (do 30.6.) prezident Muhammad Mursí (od 30.6.)                                                                         | Kamal Ganzouri (do 2.8.) Hisham Qandil (od 2.8.)                                                                                        |
| Eritrea                      |               | prezident Isaias Afwerki | Isaias Afwerki |
| Etiopie                      |               | prezident Girma Wolde-Giorgis | Meles Zenawi (do 21.8.) zemřel Haile Mariam Desalagne (od 21.8. – 21.9., prozatímní), (od 21.9.)                                        |
| Gabon                        |               | prezident Ali Bongo Ondimba | Paul Biyoghé Mba |
| Gambie                       |               | prezident Yahya Jammeh | Yahya Jammeh |
| Ghana                        |               | prezident John Atta Mills (do 24.7., zemřel) prezident John Dramani Mahama (od 24.7.) | John Atta Mills (do 24.7., zemřel) John Dramani Mahama (od 24.7.)                                                                       |
| Guinea                       |               | prezident Alpha Condé | Alpha Condé |
| Guinea-Bissau                |               | prezident Malam Bacai Sanhá (do 9.1. – zemřel) prozatímní prezident Raimundo Pereira (9.1. – 14.4.) vojenský vůdce Gen. Mamadu Ture Kuruma (14.4. – 11.5.) prozatímní prezident Manuel Serifo Nhamadjo(11.5.) | Carlos Gomes Júnior (do 10.2.) Adiato Djaló Nandigna (od 10.2. – 12.4.) dočasná, poté funkce neobsazena Rui Duarte de Barros (od 16.5.) |
| Jihoafrická republika        |               | prezident Jacob Zuma | Jacob Zuma |
| Jižní Súdán                  |               | prezident Salva Kiir Mayardit | Salva Kiir Mayardit |
| Kamerun                      |               | prezident Paul Biya | Philémon Yang |
| Kapverdy                     |               | prezident Jorge Carlos Fonseca | José Maria Neves |
| Keňa                         |               | prezident Mwai Kibaki | Raila Odinga |
| Komory                       |               | prezident Ikililou Dhoinine | Ikililou Dhoinine |
| Lesotho                      |               | král Letsie III. | Pakalitha Mosisili (do 8.6.) Tom Thabane (od 8.6.)                                                                                      |
| Libérie                      |               | prezidentka Ellen Johnsonová-Sirleafová | Ellen Johnsonová-Sirleafová |
| Libye                        |               | Předseda prozatímní národní rady Mustafa Muhammad Abdul Jalil (do 8.8.) Dočasný Předseda národního kongresu Muhammad Ali Salim (8.8. – 10.8.) Předseda národního kongresu Muhammad al-Megarif (10.8.)         | Abdel Rahim al-Kib prozatímní (do 12.9.) Mustafa Abushagur (12.9. – 31.10.) Ali Zidan (od 31.10.)                                       |
| Madagaskar                   |               | prezident Andry Rajoelina | Omer Beriziky |
| Malawi                       |               | prezident Bingu wa Mutharika (5.4. – zemřel) prezidentka Joyce Bandaová (od 7.4.) | Bingu wa Mutharika (5.4. – zemřel) Joyce Bandaová (od 7.4.)                                                                             |
| Mali                         |               | prezident Amadou Toumani Touré (do 12.3.) Předseda Národní komise pro obnovu, demokracii a stát Amadou Haya Sanogo (12.3. – 12.4.) prozatímní prezident Dioncounda Traoré (od 12.4.)                          | Cissé Mariam Kaďdama Sidibé (do 22.3.) Cheick Modibo Diarra (17.4. – 11.12.) prozatímní Django Sissoko (od 11.12.) prozatímní           |
| Maroko                       |               | král Muhammad VI. | Abdelilah Benkirane |
| Mauricius                    |               | prezident Anerood Jugnauth(do 31.3.) prozatímní prezidentka Monique Ohsan-Bellepeau (31.3. – 21.7.) prezident Rajkeswur Purryag (od 21.7.)                                                                    | Navin Ramgoolam |
| Mauritánie                   |               | prezident Mohamed Ould Abdel Aziz | Moulaye Ould Mohamed Laghdaf |
| Mosambik                     |               | prezident Armando Guebuza | Aires Ali (do 8.10.) Alberto Vaquina (od 8.10.)                                                                                         |
| Namibie                      |               | prezident Hifikepunye Pohamba | Nahas Angula |
| Niger                        |               | prezident Mahamadou Issoufou | Brigi Rafini |
| Nigérie                      |               | prezident Goodluck Jonathan | Goodluck Jonathan |
| Pobřeží slonoviny            |               | prezident Alassane Ouattara | Guillaume Soro (do 13.3.) Jeannot Ahoussou-Kouadio (13.3. – 21.10.) Daniel Kablan Duncan (od 21.10.)                                    |
| Republika Kongo              |               | prezident Denis Sassou-Nguesso | Isidore Mvouba |
| Rovníková Guinea             |               | prezident Teodoro Obiang Nguema Mbasogo | Ignacio Milam Tang (do 21.5.) Vicente Ehate Tomi (od 21.5.)                                                                             |
| Rwanda                       |               | prezident Paul Kagame | Pierre Damien Habumuremyi |
| Senegal                      |               | prezident Abdoulaye Wade (do 2.4.) prezident Macky Sall (od 2.4.) | Souleymane Ndéné Ndiaye |
| Seychely                     |               | prezident James Michel | James Michel |
| Sierra Leone                 |               | prezident Ernest Bai Koroma | Ernest Bai Koroma |
| Somálsko                     |               | prezident Šarif Ahmed (do 20.8.) dočasný prezident Muse Hassan Abdulle (20.8. – 28.8.) dočasný prezident Mohamed Osman Jawari (28.8. – 16.9.) prezident Hassan Sheikh Mohamud (od 16.9.)                      | Abdiweli Mohamed Ali |
| Středoafrická republika      |               | prezident François Bozizé | Faustin-Archange Touadéra |
| Súdán                        |               | prezident Umar al-Bašír | Umar al-Bašír |
| Svatý Tomáš a Princův ostrov |               | prezident Fradique de Menezes | Joaquim Rafael Branco |
| Svazijsko                    |               | král Mswati III. | Barnabas Sibusiso Dlamini |
| Tanzanie                     |               | prezident Ali Mohamed Shein | Mizengo Pinda |
| Togo                         |               | prezident Faure Gnassingbé | Gilbert Houngbo (do 23.7.) Kwesi Ahoomey-Zunu (od 23.7.)                                                                                |
| Tunisko                      |               | prezident Munsif Marzúkí | Hamadi Jebali |
| Uganda                       |               | prezident Yoweri Museveni | Apolo Nsibambi Amama Mbabazi |
| Zambie                       |               | prezident Michael Sata | Michael Sata |
| Zimbabwe                     |               | prezident Robert Mugabe | Morgan Tsvangirai |

## Asie
| Název státu             | Státní vlajka | Hlava státu                                                                        | Předseda vlády |
| ----------------------- | ------------- | ---------------------------------------------------------------------------------- | --- |
| Afghánistán             |               | prezident Hámid Karzaj                                                             | Hámid Karzaj |
| Arménie                 |               | prezident Serž Sarkisjan                                                           | Tigran Sargsjan |
| Ázerbájdžán             |               | prezident Ilham Alijev                                                             | Artur Rasizada |
| Bahrajn                 |               | král Hamad bin Ísá Ál Chalífa                                                      | Chalífa ibn Salmán Al Chalífa                                                                                        |
| Bangladéš               |               | prezident Zillur Rahman                                                            | Šajch Hasína Vadžídová                                                                                               |
| Bhútán                  |               | král Džigme Khesar Namgjel Wangčhug                                                | Džigme Thinley |
| Brunej                  |               | sultán Hassanal Bolkiah                                                            | Hassanal Bolkiah |
| Čína                    |               | prezident Chu Ťin-tchao                                                            | Wen Ťia-pao |
| Filipíny                |               | prezident Noynoy Aquino                                                            | Noynoy Aquino |
| Gruzie                  |               | prezident Michail Saakašvili                                                       | Nikoloz Gilauri (od 4.7.) Vano Merabishvili (4.7. – 25.10.) Bidzina Ivanishvili (25.10.)                             |
| Indie                   |               | prezidentka Pratibha Pátilová (do 25.7.) prezident Pranab Mukherdží (od 25.7.)     | Manmóhan Singh |
| Indonésie               |               | prezident Susilo Bambang Yudhoyono                                                 | Susilo Bambang Yudhoyono                                                                                             |
| Irák                    |               | prezident Džalál Talabání                                                          | Džavad Maliki |
| Írán                    |               | duchovní vůdce (faktická hlava státu) Sajjid Alí Chameneí                          | prezident (nominální hlava státu): Mahmúd Ahmadínežád                                                                |
| Izrael                  |               | prezident Šimon Peres                                                              | Benjamin Netanjahu                                                                                                   |
| Japonsko                |               | císař Akihito                                                                      | Jošihiko Noda (do 26.12.) Šinzó Abe (od 26.12.)                                                                      |
| Jemen                   |               | prezident Alí Abdalláh Sálih (do 25.2.) prezident Abdu Rabu Mansour Hadi(od 25.2.) | Muhammad Salim Basindwah                                                                                             |
| Jižní Korea             |               | prezident I Mjong-bak                                                              | Han Seung-soo |
| Jordánsko               |               | král Abdalláh II.                                                                  | Awn Khasawneh (do 2.5.) Fayez Tarawneh (2.5. – 11.11.) Abdullah Ensour (od 11.11.)                                   |
| Kambodža                |               | král Norodom Sihamoni                                                              | Hun Sen |
| Katar                   |               | emír Hamad bin Chalífa Ál Thání                                                    | Hamád Ibn Džásim Ibn Džaber as-Sání                                                                                  |
| Kazachstán              |               | prezident Nursultan Nazarbajev                                                     | Karim Massimov (do 24.9.) Serik Akhmetov (od 24.9.)                                                                  |
| Kuvajt                  |               | emír Sabah al-Ahmad al-Džábir al-Sabah                                             | Sheikh Jabir Mubarak Al Hamad Al Sabah                                                                               |
| Kyrgyzstán              |               | prezident Almazbek Atambajev                                                       | Omurbek Babanov (do 1.9.) Aaly Karashev (1.9. – 5.9.) dočasný Zhantoro Satybaldiyev (od 5.9.)                        |
| Laos                    |               | prezident Čumaly Sayason                                                           | Thongsing Thammavong                                                                                                 |
| Libanon                 |               | prezident Michel Sulajmán                                                          | Nadžíb Míkátí |
| Malajsie                |               | král Tuanku Abdul Halim Muadzam Shah ibni al-Marhum Sultan Badlishah               | Najib Tun Razak |
| Maledivy                |               | prezident Mohammad Našíd (do 7.2.) prezident Mohammed Waheed Hassan (od 7.2.)      | Mohammad Našíd (do 7.2.) Mohammed Waheed Hassan (od 7.2.)                                                            |
| Mongolsko               |               | prezident Cachjagín Elbegdordž                                                     | Sükhbaataryn Batbold (do 10.8.) Norov Altankhuyag (od 10.8.)                                                         |
| Myanmar                 |               | prezident Thein Sein                                                               | Thein Sein |
| Nepál                   |               | prezident Rám Baran Jádav                                                          | Baburam Bhattarai |
| Omán                    |               | sultán Kábús bin Saíd bin Tajmúr as-Saíd                                           | Kábús bin Saíd bin Tajmúr as-Saíd                                                                                    |
| Pákistán                |               | prezident Asif Alí Zardárí                                                         | Yousaf Raza Gillani (do 19.6.) Raja Pervez Ashraf (od 22.6.)                                                         |
| Saúdská Arábie          |               | král Abd Alláh bin Abd al-Azíz                                                     | Abd Alláh bin Abd al-Azíz                                                                                            |
| Severní Korea           |               | prezident Kim Čong-un                                                              | Čche Jong-rim |
| Singapur                |               | prezident Tony Tan                                                                 | Lee Hsien Loong |
| Spojené arabské emiráty |               | emír Chalífa bin Sajíd Al Nahaján                                                  | Muhammad bin Rášid Ál Maktúm                                                                                         |
| Srí Lanka               |               | prezident Mahinda Rajapaksa                                                        | D. M. Jayaratne |
| Sýrie                   |               | prezident Bašár al-Asad                                                            | Adel Safar (do 26.6.) Riyad Hijab (26. 6. – 6. 8.) Omar Ghalawanji (6. 8. – 9. 8.) dočasný Wá'il al-Halkí (od 9. 8.) |
| Tádžikistán             |               | prezident Emómalí-ji Rahmón                                                        | Oqil Oqilov |
| Thajsko                 |               | král Pchúmipchon Adunjadét (Ráma IX.)                                              | Yingluck Shinawatrová                                                                                                |
| Turecko                 |               | prezident Abdullah Gül                                                             | Recep Tayyip Erdoğan                                                                                                 |
| Tádžikistán             |               | prezident Gurbanguly Berdimuhamedow                                                | Gurbanguly Berdimuhamedow                                                                                            |
| Uzbekistán              |               | prezident Islam Karimov                                                            | Šavkat Mirzijajev |
| Vietnam                 |               | prezident Trương Tấn Sang                                                          | Nguyễn Tấn Dũng |
| Východní Timor          |               | prezident José Ramos-Horta (do 20. 5.) prezident Taur Matan Ruak (od 20. 5.)       | Xanana Gusmão |

## Evropa
| Název státu         | Státní vlajka | Hlava státu | Předseda vlády |
| ------------------- | ------------- | --- | --- |
| Albánie             |               | prezident Bamir Topi (do 24. 7.) prezident Bujar Nishani (od 24.7.) | Sali Beriša |
| Andorra             |               | prezident Nicolas Sarkozy a biskup Joan Enric Vives Sicília | Antoni Martí Petit |
| Belgie              |               | král Albert II. | Elio Di Rupo |
| Bělorusko           |               | prezident Alexandr Lukašenko | Michail Mjasnikovič |
| Bosna a Hercegovina |               | Předsednictvo Nebojša Radmanović (Srb), Željko Komšić (Chorvat); Bakir Izetbegović (Bosňák)                                                                                                | Nikola Špirić (do 12. 1.) Vjekoslav Bevanda (od 12. 1.)                                                                                 |
| Bulharsko           |               | prezident Georgi Parvanov (do 22. 1.) prezident Rosen Plevneliev (od 22. 1.) | Bojko Borisov |
| Černá Hora          |               | prezident Filip Vujanović | Igor Lukšić (do 4. 12.) Milo Djukanovic (od 4. 12.)                                                                                     |
| Česko               |               | prezident Václav Klaus | Petr Nečas |
| Dánsko              |               | královna Markéta II. | Helle Thorningová-Schmidtová |
| Estonsko            |               | prezident Toomas Hendrik Ilves | Andrus Ansip |
| Finsko              |               | prezidentka Tarja Halonenová (od 1. 3.) prezident Sauli Niinistö (od 1. 3.) | Jyrki Katainen |
| Francie             |               | prezident Nicolas Sarkozy (do 15. 5.) prezident François Hollande (od 15. 5.) | François Fillon (do 16. 5.) Jean-Marc Ayrault (od 16. 5.)                                                                               |
| Chorvatsko          |               | prezident Ivo Josipović | Zoran Milanović |
| Irsko               |               | prezident Michael D. Higgins | Enda Kenny |
| Island              |               | prezident Ólafur Ragnar Grímsson | Jóhanna Sigurðardóttir |
| Itálie              |               | prezident Giorgio Napolitano | Mario Monti |
| Kypr                |               | prezident Dimitris Christofias | Dimitris Christofias |
| Lichtenštejnsko     |               | kníže Hans Adam II.- regent Alois z Lichtenštejna | Klaus Tschütscher |
| Litva               |               | prezidentka Dalia Grybauskaitė | Andrius Kubilius(do 13. 12.) Algirdas Butkevičius (od 13. 12.)                                                                          |
| Lotyšsko            |               | prezident Andris Berzins | Valdis Dombrovskis |
| Lucembursko         |               | velkovévoda Henri | Jean-Claude Juncker |
| Maďarsko            |               | prezident Pál Schmitt (do 2.4.) prozatímní prezident László Kövér (2.4. – 10.5.) prezident János Áder (od 10.5.)                                                                           | Viktor Orbán |
| Makedonie           |               | prezident Ďorge Ivanov | Nikola Gruevski |
| Malta               |               | prezident George Abela | Lawrence Gonzi |
| Moldavsko           |               | prozatímní prezident Marian Lupu (do 23.3.) prezident Nicolae Timofti (od 23.3.) | Vlad Filat |
| Monako              |               | kníže Albert II. | Michel Roger |
| Německo             |               | spolkový prezident Christian Wulff (do 17.2.) prozatímní spolkový prezident Horst Seehofer (17.2. – 18.3.) spolkový prezident Joachim Gauck (od 18.3.)                                     | Angela Merkelová |
| Nizozemsko          |               | královna Beatrix | Mark Rutte |
| Norsko              |               | král Harald V. | Jens Stoltenberg |
| Polsko              |               | prezident Bronisław Komorowski | Donald Tusk |
| Portugalsko         |               | prezident Aníbal Cavaco Silva | Pedro Passos Coelho |
| Rakousko            |               | prezident Heinz Fischer | kancléř Werner Faymann |
| Rumunsko            |               | prezident Traian Băsescu (9.7. – 28.8.) suspendován prozatímní prezident Crin Antonescu (od 10.7. – 28.8.)                                                                                 | Emil Boc (do 6.2.) Catalin Predoiu (6.2. – 9.2.) dočasný Mihai-Razvan Ungureanu (od 9.2. – 7.5.) Victor Ponta (od 7.5.)                 |
| Rusko               |               | prezident Dmitrij Medveděv (do 7.5.) prezident Vladimir Putin (od 7.5.) | Vladimir Putin (do 7.5.) Viktor Zubkov (7.5. – 8.5.) prozatímní Dmitrij Medveděv (8.5.)                                                 |
| Řecko               |               | prezident Karolos Papulias | Lukas Papadimos (do 16.5.) Panagiotis Pikrammenos (16.5. – 20.6) prozatímní Antonis Samaras (od 20.6.)                                  |
| San Marino          |               | kapitáni-regenti Gabriele Gatti a Matteo Fiorini (do 1.4.) kapitáni-regenti Italo Righi a Maurizio Rattin (1.4. – 1.10.) kapitáni-regenti Teodoro Lonfernini a Denise Bronzetti (od 1.10.) | Gabriele Gatti a Matteo Fiorini (do 1.4.) Italo Righi a Maurizio Rattin (1.4. – 1.10.) Teodoro Lonfernini a Denise Bronzetti (od 1.10.) |
| Slovensko           |               | prezident Ivan Gašparovič | Iveta Radičová (do 4.4.) Robert Fico (od 4.4.)                                                                                          |
| Slovinsko           |               | prezident Danilo Türk (do 22.12.) prezident Borut Pahor (od 22.12.) | Borut Pahor(do 10.2.) Janez Janša (od 10.2.)                                                                                            |
| Spojené království  |               | královna Alžběta II. | David Cameron |
| Srbsko              |               | prezident Boris Tadić (do 4.4.) prozatímní prezidentka Slavica Djukićová Dejanovićová (4.4. – 31.5.) prezident Tomislav Nikolić (od 31.5.)                                                 | Mirko Cvetković (do 27.7.) Ivica Dačić (od 27.7.)                                                                                       |
| Španělsko           |               | král Juan Carlos I. | Mariano Rajoy |
| Švédsko             |               | král Karel XVI. Gustav | Fredrik Reinfeldt |
| Švýcarsko           |               | prezidentka Eveline Widmerová-Schlumpfová | Eveline Widmerová-Schlumpfová |
| Ukrajina            |               | prezident Viktor Janukovyč | Mykola Azarov |
| Vatikán             |               | papež Benedikt XVI. | státní sekretář Tarcisio kardinál Bertone                                                                                               |

## Severní Amerika
| Název státu               | Státní vlajka | Hlava státu | Předseda vlády                                           |
| ------------------------- | ------------- | --- | -------------------------------------------------------- |
| Antigua a Barbuda         |               | královna Alžběta II. – generální guvernérka Louise Lake-Tack | Baldwin Spencer                                          |
| Bahamy                    |               | královna Alžběta II. – generální guvernér Arthur Foulkes | Hubert Ingraham (do 8.5.) Perry Christie (od 8.5.)       |
| Barbados                  |               | královna Alžběta II. – generální guvernér Elliott Belgrave (dočasný do 30.5.) a poté 1.6. jmenován řádně dočasná generální guvernérka Sandra Masonová (30.5. – 1.6.) | Freundel Stuart                                          |
| Belize                    |               | královna Alžběta II. – generální guvernér Colville Young | Dean Barrow                                              |
| Dominika                  |               | prezident Nicholas Liverpool (do 17.9.) prezident Eliud Williams (od 17.9.)                                                                                          | Roosevelt Skerrit                                        |
| Dominikánská republika    |               | prezident Leonel Fernández (do 16.8.) prezident Danilo Medina (od 16.8.)                                                                                             | Leonel Fernández (do 16.8.) Danilo Medina (od 16.8.)     |
| Grenada                   |               | královna Alžběta II. – generální guvernér Carlyle Glean | Tillman Thomas                                           |
| Guatemala                 |               | prezident Álvaro Colom (do 14.1.) prezident Otto Pérez Molina (od 14.1.)                                                                                             | Álvaro Colom (do 14.1.) Otto Pérez Molina (od 14.1.)     |
| Haiti                     |               | prezident Michel Martelly | Garry Conille (do 16.5.) Laurent Lamothe (od 16.5.)      |
| Honduras                  |               | prezident Porfirio Lobo Sosa | Porfirio Lobo Sosa                                       |
| Jamajka                   |               | královna Alžběta II. – generální guvernér Patrick Allen | Andrew Holness (do 5.1.) Portia Simpson Miller (od 5.1.) |
| Kanada                    |               | královna Alžběta II. – generální guvernér David Johnston | Stephen Harper                                           |
| Kostarika                 |               | prezidentka Laura Chinchilla | Laura Chinchilla                                         |
| Kuba                      |               | prezident Raúl Castro | Raúl Castro                                              |
| Mexiko                    |               | prezident Felipe Calderón (do 1.12.) prezident Enrique Peña Nieto (od 1.12.)                                                                                         | Felipe Calderón (do 1.12.) Enrique Peña Nieto (od 1.12.) |
| Nikaragua                 |               | prezident Daniel Ortega | Daniel Ortega                                            |
| Panama                    |               | prezident Ricardo Martinelli | Ricardo Martinelli                                       |
| Salvador                  |               | prezident Mauricio Funes | Mauricio Funes                                           |
| Spojené státy americké    |               | prezident Barack Obama | Barack Obama                                             |
| Svatá Lucie               |               | královna Alžběta II. – generální guvernérka Pearlette Louisy | Kenny Anthony                                            |
| Svatý Kryštof a Nevis     |               | královna Alžběta II. – generální guvernér Cuthbert Sebastian | Denzil Douglas                                           |
| Svatý Vincenc a Grenadiny |               | královna Alžběta II. – generální guvernér Frederick Ballantyne | Ralph Gonsalves                                          |
| Trinidad a Tobago         |               | prezident George Maxwell Richards | Kamala Persad-Bissessara                                 |

## Jižní Amerika
| Název státu | Státní vlajka | Hlava státu | Předseda vlády |
| ----------- | ------------- | --- | --- |
| Argentina   |               | prezidentka Cristina Fernández de Kirchner (od 4.1.do 25.1. ze zdravotních důvodů úřad nevykonávala) zastupující prezident Amado Boudou (4.1. – 25.1.) | Cristina Fernández de Kirchner (od 4.1.do 25.1. ze zdravotních důvodů úřad nevykonávala) Amado Boudou (4.1. – 25.1.) |
| Bolívie     |               | prezident Evo Morales | Evo Morales |
| Brazílie    |               | prezidentka Dilma Rousseffová | Dilma Rousseffová |
| Ekvádor     |               | prezident Rafael Correa | Rafael Correa |
| Guyana      |               | prezident Donald Ramotar | Sam Hinds |
| Chile       |               | prezident Sebastián Piñera | Sebastián Piñera |
| Kolumbie    |               | prezident Juan Manuel Santos | Juan Manuel Santos                                                                                                   |
| Paraguay    |               | prezident Fernando Lugo (do 22.6.), odvolán prezident Federico Franco (od 22.6.)                                                                       | Fernando Lugo(do 22.6.), odvolán Federico Franco (od 22.6.)                                                          |
| Peru        |               | prezident Ollanta Humala | Óscar Valdés (do 23.7.) Juan Jiménez (od 23.7.)                                                                      |
| Surinam     |               | prezident Dési Bouterse | Dési Bouterse |
| Uruguay     |               | prezident José Mujica | José Mujica |
| Venezuela   |               | prezident Hugo Chávez | Hugo Chávez |

## Oceánie
| Název státu                  | Státní vlajka | Hlava státu                                                      | Předseda vlády                     |
| ---------------------------- | ------------- | ---------------------------------------------------------------- | ---------------------------------- |
| Austrálie                    |               | královna Alžběta II. – generální guvernérka Quentin Bryceová     | Julia Gillardová                   |
| Federativní státy Mikronésie |               | prezident Manny Mori                                             | Manny Mori                         |
| Fidži                        |               | prezident Ratu Epeli Nailatikau                                  | Frank Bainimarama                  |
| Kiribati                     |               | prezident Anote Tong                                             | Anote Tong                         |
| Marshallovy ostrovy          |               | prezident Jurelang Zedkaia                                       | Ruben Zackhras                     |
| Nauru                        |               | prezident Sprent Dabwido                                         | Sprent Dabwido                     |
| Nový Zéland                  |               | královna Alžběta II. -generální guvernér Sir Jerry Mateparae     | John Key                           |
| Palau                        |               | prezident Johnson Toribiong                                      | Johnson Toribiong                  |
| Papua Nová Guinea            |               | královna Alžběta II. -generální guvernér Sir Michael Ogio        | Sir Michael Somare                 |
| Samoa                        |               | náčelník Tufuga Efi                                              | Tuilaepa Aiono Sailele Malielegaoi |
| Šalomounovy ostrovy          |               | královna Alžběta II. – generální guvernér Frank Kabui            | Gordon Darcy Lilo                  |
| Tonga                        |               | král George Tupou V. (do 18.3.) zemřel král Tupou VI. (od 18.3.) | Tu'ivakano                         |
| Tuvalu                       |               | královna Alžběta II. – generální guvernér Filoimea Telito        | Apisai Ielemia                     |
| Vanuatu                      |               | prezident Iolu Abil.                                             | Edward Natapei                     |

## Státy se sporným mezinárodním uznáním
| Název státu      | Státní vlajka | Hlava státu                   | Předseda vlády                          |
| ---------------- | ------------- | ----------------------------- | --------------------------------------- |
| Abcházie         |               | prezident Aleksandr Ankvab    | Leonid Lakerbaya                        |
| Jižní Osetie     |               | prezident Eduard Kokojty      | Vadim Brovtsev                          |
| Kosovo           |               | prezidentka Atifete Jahjagová | Hashim Thaçi                            |
| Náhorní Karabach |               | prezident Bako Sahakyan       | Arayik Harutyunyan                      |
| Severní Kypr     |               | prezident Mehmet Ali Talat    | Derviş Eroğlu                           |
| Palestina        |               | prezident Mahmúd Abbás        | Salam Fayyad                            |
| Tchaj-wan        |               | prezident Ma Jing-ťiou        | Wu Den-yih (do 6.2.) Sean Chen(od 6.2.) |
| Západní Sahara   |               | prezident Mohamed Abdelaziz   | Abdelkader Taleb Oumar                  |